# CCTV-7
CCTV-7 là một kênh truyền hình về quân sự - quốc phòng của Đài Truyền hình trung ương Trung Quốc. Phát sóng lần đầu vào ngày 30 tháng 11 năm 1995, với thời luợng phát sóng từ 8:30 đến 24:00 và nội dung ban đầu là Quân đội - Nông nghiệp - Thiếu nhi, với những chương trình do CCTV sản xuất. Về sau, các nội dung thiếu nhi được chuyển sang kênh CCTV-14, CCTV-7 trở thành kênh truyền hình chuyên biệt về quân sự và nông nghiệp với thời gian phát sóng ngày càng mở rộng. Cho đến ngày 31 tháng 7 năm 2019, thời lượng phát sóng của CCTV-7 là 18,5/7. Ngày 1 tháng 8 năm 2019, kênh CCTV-7 được chia tách thành 2 kênh CCTV-7 mới và CCTV-17. Thời lượng hiện tại của kênh CCTV-7 là 18 hoặc 18,5/7, tức từ 6h đến khoảng 0h hoặc 0h30, giờ Bắc Kinh.

## Thời lượng phát sóng

### CCTV-7 (cũ/Kênh Khu Vực)
30/11/1995 - 08/07/2001: 08:30 - 24:00.
9/7/2001 - 31/7/2019: 06:00 - khoảng 00:00 hoặc 01:00

### CCTV-7 (hiện tại)
1/8/2019 - nay: 06:00 - khoảng 00:00 hoặc 00:30.